# Cabo Falso
Cabo Falso är en udde i Honduras.   Den ligger i departementet Departamento de Gracias a Dios, i den östra delen av landet, 400 km öster om huvudstaden Tegucigalpa.
Terrängen inåt land är mycket platt. Havet är nära Cabo Falso åt nordost. Runt Cabo Falso är det ganska glesbefolkat, med 21 invånare per kvadratkilometer.